# McDermott International
McDermott International, Inc., tidigare J. Ray McDermott & Company, McDermott Fabricators och McDermott Inc, är ett panamanskt-amerikanskt multinationellt företag inom verkstadsindustrin och som designar och konstruerar det mesta som företag inom energi- och petroleumindustrin behöver för att kunna verka.

## Historik
Företaget grundades 1923 som J. Ray McDermott & Company i Eastland i Texas av Ralph Thomas McDermott efter att han säkrade ett kontrakt om att bygga 50 oljepumpar av trä. Rätt så snart flyttades företaget till Luling medan det flyttades igen 1932, den här gången till Houston. Senare började man bland annat med muddring och utföra andra servicetjänster åt petroleumbolag. Efter andra världskriget började man även tillverka olika hjälpmedel och utrustning för att kunna pumpa upp petroleum ute till havs som till exempel Mexikanska golfen. På 1950-talet började man tillverka och anlägga pipelines och mellan 1953 och 1971 var man också ett petroleumbolag. 1954 blev man ett publikt aktiebolag och började handlas på New York Stock Exchange (NYSE) fyra år senare, samma år som man bytte namn till McDermott Fabricators. 1980 bytte företaget namnet igen och den här gången till McDermott Inc men det varade bara tre år innan den fick sitt nuvarande namn. Samtidigt flyttades företagsregistreringen till Panama. Den 11 maj 2018 köpte man Chicago Bridge & Iron Company för sex miljarder dollar. 2020 var man tvungna att ansöka om konkursskydd och det slutfördes i juni samma år.